# Olympische Sommerspiele 2012/Teilnehmer (Kasachstan)
| Gelbes Symbol für Goldmedaillen mit stilisierten Olympischen Ringen | Graues Symbol für Silbermedaillen mit stilisierten Olympischen Ringen | Braundes Symbol für Bronzemedaillen mit stilisierten Olympischen Ringen |
| ------------------------------------------------------------------- | --------------------------------------------------------------------- | ----------------------------------------------------------------------- |
| 3                                                                   | 1                                                                     | 7                                                                       |

Kasachstan nahm in London an den Olympischen Spielen 2012 teil. Es war die insgesamt fünfte Teilnahme an Olympischen Sommerspielen. Vom Qasaqstan Respublikassy Ulttyq Olimpiadalyq komiteti wurden insgesamt 116 Athleten in 16 Sportarten nominiert.

## Teilnehmer nach Sportarten

### Bogenschießen
| Athleten            | Wettbewerb | Qualifikation | Qualifikation | 1. Runde      | 1. Runde | 2. Runde       | 2. Runde      | Achtelfinale  | Achtelfinale  | Viertelfinale | Viertelfinale | Halbfinale    | Halbfinale    | Finale        | Finale        | Rang |
| Athleten            | Wettbewerb | Ringe         | Rang          | Gegner        | Ergebnis | Gegner         | Ergebnis      | Gegner        | Ergebnis      | Gegner        | Ergebnis      | Gegner        | Ergebnis      | Gegner        | Ergebnis      | Rang |
| ------------------- | ---------- | ------------- | ------------- | ------------- | -------- | -------------- | ------------- | ------------- | ------------- | ------------- | ------------- | ------------- | ------------- | ------------- | ------------- | ---- |
| Frauen              |            |               |               |               |          |                |               |               |               |               |               |               |               |               |               |      |
| Anastassija Bannowa | Einzel     | 614           | 54            | Aída Román    | 2-6      | ausgeschieden  | ausgeschieden | ausgeschieden | ausgeschieden | ausgeschieden | ausgeschieden | ausgeschieden | ausgeschieden | ausgeschieden | ausgeschieden | 33   |
| Männer              |            |               |               |               |          |                |               |               |               |               |               |               |               |               |               |      |
| Denis Gankin        | Einzel     | 670           | 17            | H. Kamaruddin | 6-4      | R. van der Ven | 1-7           | ausgeschieden | ausgeschieden | ausgeschieden | ausgeschieden | ausgeschieden | ausgeschieden | ausgeschieden | ausgeschieden | 17   |

### Boxen
| Athleten             | Wettbewerb                    | 1. Runde   | 1. Runde | Achtelfinale     | Achtelfinale  | Viertelfinale    | Viertelfinale | Halbfinale    | Halbfinale    | Finale        | Finale        | Rang   |
| Athleten             | Wettbewerb                    | Gegner     | Ergebnis | Gegner           | Ergebnis      | Gegner           | Ergebnis      | Gegner        | Ergebnis      | Gegner        | Ergebnis      | Rang   |
| -------------------- | ----------------------------- | ---------- | -------- | ---------------- | ------------- | ---------------- | ------------- | ------------- | ------------- | ------------- | ------------- | ------ |
| Frauen               |                               |            |          |                  |               |                  |               |               |               |               |               |        |
| Saida Chassenowa     | Halbweltergewicht 57–60 kg    | –          | –        | A. Araújo        | 14-16         | ausgeschieden    | ausgeschieden | ausgeschieden | ausgeschieden | ausgeschieden | ausgeschieden | 9      |
| Marina Wolnowa       | Halbschwergewicht 69–75 kg    | –          | –        | E. Andiego       | 20-11         | S. Marshall      | 16-12         | C. Shields    | 15-29         | ausgeschieden | ausgeschieden | Bronze |
| Männer               |                               |            |          |                  |               |                  |               |               |               |               |               |        |
| Birschan Schaqypow   | Halbfliegengewicht bis 49 kg  | J. Beccu   | 18-17    | M. Barriga       | 17-16         | Zhou Shiming     | 10-13         | ausgeschieden | ausgeschieden | ausgeschieden | ausgeschieden | 5      |
| Iljas Süleimenow     | Fliegengewicht bis 52 kg      | S. N’tuve  | 13-8     | A. Selby         | 15-19         | ausgeschieden    | ausgeschieden | ausgeschieden | ausgeschieden | ausgeschieden | ausgeschieden | 9      |
| Qanat Äbutälipow     | Bantamgewicht bis 56 kg       | W. Slamana | 15-7     | J. J. Nevin      | 10-15         | ausgeschieden    | ausgeschieden | ausgeschieden | ausgeschieden | ausgeschieden | ausgeschieden | 9      |
| Ghani Schailauow     | Leichtgewicht bis 60 kg       | Sailom Adi | 12-12    | Jai Bhagwan      | 16-8          | Yasniel Toledo   | 11-19         | ausgeschieden | ausgeschieden | ausgeschieden | ausgeschieden | 5      |
| Danijar Jeleussinow  | Halbweltergewicht bis 64 kg   | J. Herring | 19-9     | M. Toloutibandpi | 19-10         | V. Mangiacapre   | 12-16         | ausgeschieden | ausgeschieden | ausgeschieden | ausgeschieden | 5      |
| Serik Säpijew        | Weltergewicht bis 69 kg       | Freilos    | Freilos  | Yasuhiro Suzuki  | 25-11         | G. Maestre Perez | 20-9          | A. Samkowoi   | 18-12         | Fred Evans    | 17-9          | Gold   |
| Danabek Suschanow    | Mittelgewicht bis 75 kg       | V. Kumar   | 10-14    | ausgeschieden    | ausgeschieden | ausgeschieden    | ausgeschieden | ausgeschieden | ausgeschieden | ausgeschieden | ausgeschieden | 17     |
| Ädilbek Nijasymbetow | Halbschwergewicht bis 81 kg   | –          | –        | C. Góngora       | 13-5          | E. Rouzbahani    | 13-10         | O. Hwosdyk    | 13-13         | J. Mechonzew  | 15-15         | Silber |
| Iwan Dytschko        | Superschwergewicht über 91 kg | –          | –        | Erik Pfeifer     | 14-4          | Simon Kean       | 20-6          | A. Joshua     | 11-13         | ausgeschieden | ausgeschieden | Bronze |

### Fechten
| Athleten          | Wettbewerb   | 1. Runde | 1. Runde | 2. Runde         | 2. Runde | Achtelfinale  | Achtelfinale  | Viertelfinale | Viertelfinale | Halbfinale    | Halbfinale    | Finale        | Finale        | Rang |
| Athleten          | Wettbewerb   | Gegner   | Ergebnis | Gegner           | Ergebnis | Gegner        | Ergebnis      | Gegner        | Ergebnis      | Gegner        | Ergebnis      | Gegner        | Ergebnis      | Rang |
| ----------------- | ------------ | -------- | -------- | ---------------- | -------- | ------------- | ------------- | ------------- | ------------- | ------------- | ------------- | ------------- | ------------- | ---- |
| Frauen            |              |          |          |                  |          |               |               |               |               |               |               |               |               |      |
| Julija Schiwiza   | Säbel Einzel | -        | -        | Julija Gawrilowa | 7-15     | ausgeschieden | ausgeschieden | ausgeschieden | ausgeschieden | ausgeschieden | ausgeschieden | ausgeschieden | ausgeschieden | 17   |
| Männer            |              |          |          |                  |          |               |               |               |               |               |               |               |               |      |
| Elmir Alimschanow | Degen Einzel | -        | -        | Nguyễn Tiến Nhật | 15-5     | Jung Jin-sun  | 8-15          | ausgeschieden | ausgeschieden | ausgeschieden | ausgeschieden | ausgeschieden | ausgeschieden | 9    |
| Dmitri Alexanin   | Degen Einzel | -        | -        | Silvio Fernández | 12-15    | ausgeschieden | ausgeschieden | ausgeschieden | ausgeschieden | ausgeschieden | ausgeschieden | ausgeschieden | ausgeschieden | 17   |

### Gewichtheben
| Athleten              | Wettbewerb        | Reißen  | Reißen | Stoßen  | Stoßen | Zweikampf | Zweikampf | Rang        |
| Athleten              | Wettbewerb        | Gewicht | Rang   | Gewicht | Rang   | Gewicht   | Rang      | Rang        |
| --------------------- | ----------------- | ------- | ------ | ------- | ------ | --------- | --------- | ----------- |
| Frauen                |                   |         |        |         |        |           |           |             |
| Sülfija Tschinschanlo | Klasse bis 53 kg  | -       | -      | -       | -      | -         | -         | DSQ; Doping |
| Maija Manesa          | Klasse bis 63 kg  | -       | -      | -       | -      | -         | -         | DSQ; Doping |
| Anna Nurmuchambetowa  | Klasse bis 69 kg  | 115 kg  | 3      | 136 kg  | 5      | 251 kg    | 5         | 5           |
| Swetlana Podobedowa   | Klasse bis 75 kg  | -       | -      | -       | -      | -         | -         | DSQ; Doping |
| Männer                |                   |         |        |         |        |           |           |             |
| Kirill Pawlow         | Klasse bis 77 kg  | 147 kg  | 10     | 175 kg  | 9      | 322 kg    | 9         | 9           |
| Ilja Iljin            | Klasse bis 94 kg  | -       | -      | -       | -      | -         | -         | DSQ; Doping |
| Almas Öteschow        | Klasse bis 94 kg  | 175 kg  | 8      | 220 kg  | 7      | 395 kg    | 7         | 7           |
| Alexander Saitschikow | Klasse bis 105 kg | 155 kg  |        | 205 kg  |        | 360 kg    | 12        | 12          |

Die Wertungen von Ilja Iljin, Sülfija Tschinschanlo, Maija Manesa und Swetlana Podobedowa wurden 2016 gestrichen, da alle bei Nachtests des Dopings überführt wurden.

### Judo
| Athleten             | Wettbewerb         | 1. Runde Round of 64 | 1. Runde Round of 64 | 2. Runde Round of 32 | 2. Runde Round of 32 | Achtelfinale Round of 16 | Achtelfinale Round of 16 | Viertelfinale Quarter Final | Viertelfinale Quarter Final | Hoffnungsrunde Halbfinale Repechage | Hoffnungsrunde Halbfinale Repechage | Halbfinale    | Halbfinale    | Hoffnungsrunde Finale Bronze Medal | Hoffnungsrunde Finale Bronze Medal | Finale        | Finale        | Rang |
| Athleten             | Wettbewerb         | Gegner               | Ergebnis             | Gegner               | Ergebnis             | Gegner                   | Ergebnis                 | Gegner                      | Ergebnis                    | Gegner                              | Ergebnis                            | Gegner        | Ergebnis      | Gegner                             | Ergebnis                           | Gegner        | Ergebnis      | Rang |
| -------------------- | ------------------ | -------------------- | -------------------- | -------------------- | -------------------- | ------------------------ | ------------------------ | --------------------------- | --------------------------- | ----------------------------------- | ----------------------------------- | ------------- | ------------- | ---------------------------------- | ---------------------------------- | ------------- | ------------- | ---- |
| Frauen               |                    |                      |                      |                      |                      |                          |                          |                             |                             |                                     |                                     |               |               |                                    |                                    |               |               |      |
| Alexandra Podrjadowa | Klasse bis 48 kg   | -                    | -                    | Freilos              | Freilos              | M. Urantsetseg           | 001 - 010                | ausgeschieden               | ausgeschieden               | ausgeschieden                       | ausgeschieden                       | ausgeschieden | ausgeschieden | ausgeschieden                      | ausgeschieden                      | ausgeschieden | ausgeschieden | 9    |
| Gülschan Issanowa    | Klasse über 78 kg  | -                    | -                    | Kim Na-young         | 0012 - 0012          | K. Bryant                | 0011 - 0102              | -                           | -                           | M. S. Altheman                      | 0002 - 1111                         | ausgeschieden | ausgeschieden | ausgeschieden                      | ausgeschieden                      | ausgeschieden | ausgeschieden | 7    |
| Männer               |                    |                      |                      |                      |                      |                          |                          |                             |                             |                                     |                                     |               |               |                                    |                                    |               |               |      |
| Jerkebulan Qossajew  | Klasse bis 60 kg   | Freilos              | Freilos              | S. Pessoa            | 000 - 0001           | H. Dawtjan               | 000 - 100                | ausgeschieden               | ausgeschieden               | ausgeschieden                       | ausgeschieden                       | ausgeschieden | ausgeschieden | ausgeschieden                      | ausgeschieden                      | ausgeschieden | ausgeschieden | 9    |
| Sergei Lim           | Klasse bis 66 kg   | Freilos              | Freilos              | M. Iwanow            | 0101 - 0001          | M. Ebinuma               | 0001 - 010               | ausgeschieden               | ausgeschieden               | ausgeschieden                       | ausgeschieden                       | ausgeschieden | ausgeschieden | ausgeschieden                      | ausgeschieden                      | ausgeschieden | ausgeschieden | 9    |
| Rinat Ibragimow      | Klasse bis 73 kg   | Freilos              | Freilos              | Wang Ki-chun         | 1001 - 000           | ausgeschieden            | ausgeschieden            | ausgeschieden               | ausgeschieden               | ausgeschieden                       | ausgeschieden                       | ausgeschieden | ausgeschieden | ausgeschieden                      | ausgeschieden                      | ausgeschieden | ausgeschieden | 17   |
| Islam Bosbajew       | Klasse bis 81 kg   | A. Wassylenko        | 100 - 0001           | K.S. Denanyoh        | 020 - 000            | Ole Bischof              | 0012 - 1011              | ausgeschieden               | ausgeschieden               | ausgeschieden                       | ausgeschieden                       | ausgeschieden | ausgeschieden | ausgeschieden                      | ausgeschieden                      | ausgeschieden | ausgeschieden | 9    |
| Timur Bolat          | Klasse bis 90 kg   | -                    | -                    | H. Mesbah            | 1002 - 0011          | M. Nishiyama             | 000 - 001                | ausgeschieden               | ausgeschieden               | ausgeschieden                       | ausgeschieden                       | ausgeschieden | ausgeschieden | ausgeschieden                      | ausgeschieden                      | ausgeschieden | ausgeschieden | 9    |
| Maxim Rakow          | Klasse bis 100 kg  | -                    | -                    | E. Qasımov           | 000 - 0011           | ausgeschieden            | ausgeschieden            | ausgeschieden               | ausgeschieden               | ausgeschieden                       | ausgeschieden                       | ausgeschieden | ausgeschieden | ausgeschieden                      | ausgeschieden                      | ausgeschieden | ausgeschieden | 17   |
| Jerschan Schynkejew  | Klasse über 100 kg | -                    | -                    | F. Jaballah          | 001 - 0001           | ausgeschieden            | ausgeschieden            | ausgeschieden               | ausgeschieden               | ausgeschieden                       | ausgeschieden                       | ausgeschieden | ausgeschieden | ausgeschieden                      | ausgeschieden                      | ausgeschieden | ausgeschieden | 17   |

### Kanu

#### Kanurennsport
| Athleten                         | Wettbewerb | Vorlauf      | Vorlauf    | Halbfinale                       | Halbfinale                       | Finale        | Finale        | Rang |
| Athleten                         | Wettbewerb | Zeit         | Rang       | Zeit                             | Rang                             | Zeit          | Rang          | Rang |
| -------------------------------- | ---------- | ------------ | ---------- | -------------------------------- | -------------------------------- | ------------- | ------------- | ---- |
| Frauen                           |            |              |            |                                  |                                  |               |               |      |
| Natalja Sergejewa                | K-1 200 m  | 43,257 s     | 5 (Lauf 3) | 42,602 s                         | 7 (Lauf 1)                       | ausgeschieden | ausgeschieden | 18   |
| Natalja Sergejewa                | K-1 500 m  | 1:54,445 min | 3 (Lauf 4) | 1:53,888 min                     | 4 (Lauf 2)                       | 1:54,707 min  | 5 (B-Lauf)    | 13   |
| Männer                           |            |              |            |                                  |                                  |               |               |      |
| Alexander Djadtschuk             | K-1 200 m  | 43,204 s     | 3 (Lauf 4) | 42,359 s                         | 5 (Lauf 2)                       | 45,283 s      | 6 (B-Lauf)    | 14   |
| Alexander Djadtschuk             | K-1 1000 m | 4:44,175 min | 4 (Lauf 3) | 4:56,724 min                     | 8 (Lauf 1)                       | 4:55,737 min  | 8 (B-Lauf)    | 16   |
| Alexei Dergunow Jewgeni Alexejew | K-2 200 m  | 34,254 s     | 6 (Lauf 1) | direkt qualifiziert für B-Finale | direkt qualifiziert für B-Finale | 35,494 s      | 1 (B-Lauf)    | 9    |
| Alexei Dergunow Jewgeni Alexejew | K-2 1000 m | 3:32,176 min | 5 (Lauf 1) | 3:17,788 min                     | 4 (Lauf 1)                       | 3:14,867 min  | 3 (B-Lauf)    | 11   |

#### Kanuslalom
| Athleten          | Wettbewerb | Vorlauf  | Vorlauf | Halbfinale    | Halbfinale    | Finale        | Finale        | Rang |
| Athleten          | Wettbewerb | Zeit     | Rang    | Zeit          | Rang          | Zeit          | Rang          | Rang |
| ----------------- | ---------- | -------- | ------- | ------------- | ------------- | ------------- | ------------- | ---- |
| Männer            |            |          |         |               |               |               |               |      |
| Rafail Wergojasow | C-1        | 125,49 s | 17      | ausgeschieden | ausgeschieden | ausgeschieden | ausgeschieden | 17   |

### Leichtathletik
Laufen und Gehen
| Athleten                | Wettbewerb       | Vorlauf     | Vorlauf | Halbfinale    | Halbfinale    | Finale        | Finale        | Rang          |
| Athleten                | Wettbewerb       | Zeit        | Rang    | Zeit          | Rang          | Zeit          | Rang          | Rang          |
| ----------------------- | ---------------- | ----------- | ------- | ------------- | ------------- | ------------- | ------------- | ------------- |
| Frauen                  |                  |             |         |               |               |               |               |               |
| Olga Bludowa            | 100 m            | 11,31 s     | 25      | 11,39 s       | 24            | ausgeschieden | ausgeschieden | ausgeschieden |
| Wiktorija Sjabkina      | 200 m            | 23,49 s     | 38      | ausgeschieden | ausgeschieden | ausgeschieden | ausgeschieden | ausgeschieden |
| Marina Masljonko        | 400 m            | 53,66 s     | 34      | ausgeschieden | ausgeschieden | ausgeschieden | ausgeschieden | ausgeschieden |
| Margarita Mukaschewa    | 800 m            | 2:02,12 min | 15      | 1:59,20 min   | 8             | ausgeschieden | ausgeschieden | ausgeschieden |
| Natalja Iwoninskaja     | 100 m Hürden     | 13,48 s     | 30      | ausgeschieden | ausgeschieden | ausgeschieden | ausgeschieden | ausgeschieden |
| Anastassija Pilipenko   | 100 m Hürden     | 13,77 s     | 38      | ausgeschieden | ausgeschieden | ausgeschieden | ausgeschieden | ausgeschieden |
| Anastassija Soprunowa   | 100 m Hürden     | 13,40 s     | 28      | ausgeschieden | ausgeschieden | ausgeschieden | ausgeschieden | ausgeschieden |
| Tatjana Asarowa         | 400 m Hürden     | 58,53 s     | 38      | ausgeschieden | ausgeschieden | ausgeschieden | ausgeschieden | ausgeschieden |
| Aiman Qoschachmetowa    | 20 km Gehen      | –           | –       | –             | –             | 1:35:00 h     | 42            | 42            |
| Scholpan Qoschachmetowa | 20 km Gehen      | –           | –       | –             | –             | aufgegeben    | aufgegeben    | aufgegeben    |
| Männer                  |                  |             |         |               |               |               |               |               |
| Wjatscheslaw Murawjow   | 200 m            | 21,75 s     | 50      | ausgeschieden | ausgeschieden | ausgeschieden | ausgeschieden | ausgeschieden |
| Sergei Saikow           | 400 m            | 47,12 s     | 39      | ausgeschieden | ausgeschieden | ausgeschieden | ausgeschieden | ausgeschieden |
| Wiktor Leptikow         | 400 m Hürden     | 51,67 s     | 43      | ausgeschieden | ausgeschieden | ausgeschieden | ausgeschieden | ausgeschieden |
| Artjom Kossinow         | 3000 m Hindernis | 8:42,27 min | 34      | ausgeschieden | ausgeschieden | ausgeschieden | ausgeschieden | ausgeschieden |
| Georgi Scheiko          | 20 km Gehen      | –           | –       | –             | –             | 1:23:52 h     | 35            | 35            |
| Witali Anitschkin       | 50 km Gehen      | –           | –       | –             | –             | 4:14:09 h     | 49            | 49            |

Springen und Werfen
| Athleten                | Wettbewerb     | Qualifikation                  | Qualifikation                  | Finale        | Finale        | Rang |
| Athleten                | Wettbewerb     | Weite/Höhe                     | Rang                           | Weite/Höhe    | Rang          | Rang |
| ----------------------- | -------------- | ------------------------------ | ------------------------------ | ------------- | ------------- | ---- |
| Frauen                  |                |                                |                                |               |               |      |
| Irina Litwinenko-Ektowa | Dreisprung     | 13,39 m                        | 31                             | ausgeschieden | ausgeschieden | 31   |
| Olga Rypakowa           | Dreisprung     | 14,79 m                        | 1                              | 14,98 m       | 1             | Gold |
| Marina Aitowa           | Hochsprung     | Anfangshöhe nicht übersprungen | Anfangshöhe nicht übersprungen | -             | -             | -    |
| Alexandra Fischer       | Kugelstoßen    | 16,16 m                        | 29                             | ausgeschieden | ausgeschieden | 29   |
| Männer                  |                |                                |                                |               |               |      |
| Jewgeni Ektow           | Dreisprung     | 16,31 m                        | 19                             | ausgeschieden | ausgeschieden | 19   |
| Roman Walijew           | Dreisprung     | 16,23 m                        | 21                             | ausgeschieden | ausgeschieden | 21   |
| Nikita Filippow         | Stabhochsprung | 5,35 m                         | 18                             | ausgeschieden | ausgeschieden | 18   |

Mehrkampf
| Athletinnen        | 100 m Hürden | 100 m Hürden | Hochsprung | Hochsprung | Kugelstoßen | Kugelstoßen | 200 m   | 200 m  | Weitsprung | Weitsprung | Speerwerfen | Speerwerfen | 800 m       | 800 m  | Punkte | Rang |
| Athletinnen        | Zeit         | Punkte       | Höhe       | Punkte     | Weite       | Punkte      | Zeit    | Punkte | Weite      | Punkte     | Weite       | Punkte      | Zeit        | Punkte | Punkte | Rang |
| ------------------ | ------------ | ------------ | ---------- | ---------- | ----------- | ----------- | ------- | ------ | ---------- | ---------- | ----------- | ----------- | ----------- | ------ | ------ | ---- |
| Siebenkampf Frauen |              |              |            |            |             |             |         |        |            |            |             |             |             |        |        |      |
| Irina Karpowa      | 14,21 s      | 949          | 1,68 m     | 830        | 11,68 m     | 640         | 25,42 s | 849    | 5,70 m     | 759        | 35,75 m     | 586         | 2:28,93 min | 706    | 5319   | 32   |

| Athleten         | 100 m   | 100 m  | Weitsprung | Weitsprung | Kugelstoßen | Kugelstoßen | Hochsprung | Hochsprung | 400 m   | 400 m  | 110 m Hürden | 110 m Hürden | Diskuswerfen | Diskuswerfen | Stabhochsprung | Stabhochsprung | Speerwerfen | Speerwerfen | 1500 m      | 1500 m | Punkte | Rang |
| Athleten         | Zeit    | Punkte | Weite      | Punkte     | Weite       | Punkte      | Höhe       | Punkte     | Zeit    | Punkte | Zeit         | Punkte       | Weite        | Punkte       | Höhe           | Punkte         | Weite       | Punkte      | Zeit        | Punkte | Punkte | Rang |
| ---------------- | ------- | ------ | ---------- | ---------- | ----------- | ----------- | ---------- | ---------- | ------- | ------ | ------------ | ------------ | ------------ | ------------ | -------------- | -------------- | ----------- | ----------- | ----------- | ------ | ------ | ---- |
| Zehnkampf Männer |         |        |            |            |             |             |            |            |         |        |              |              |              |              |                |                |             |             |             |        |        |      |
| Dmitri Karpow    | 10,91 s | 881    | 7,21 m     | 864        | 16,47 m     | 880         | 1,99 m     | 794        | 49,83 s | 822    | 14,40 s      | 924          | 44,93 m      | 765          | 5,10 m         | 941            | 49,93 m     | 588         | 5:16,83 min | 467    | 7926   | 18   |

### Moderner Fünfkampf
| Athleten           | Fechten | Fechten | Schwimmen   | Schwimmen | Reiten  | Reiten | Combined     | Combined | Punkte | Rang |
| Athleten           | Bilanz  | Punkte  | Zeit        | Punkte    | Zeit    | Punkte | Zeit         | Punkte   | Punkte | Rang |
| ------------------ | ------- | ------- | ----------- | --------- | ------- | ------ | ------------ | -------- | ------ | ---- |
| Männer             |         |         |             |           |         |        |              |          |        |      |
| Pawel Iljaschenko  | 15:20   | 748     | 2:06,62 min | 1244      | 96,94 s | 1036   | 10:49,80 min | 2404     | 5432   | 29   |
| Rustem Sabirchusin | 19:16   | 856     | 2:13,21 min | 1204      | 72,42 s | 1100   | 10:49,57 min | 2404     | 5564   | 21   |

### Radsport

#### Straße
| Athleten            | Wettbewerb       | Zeit         | Rang |
| ------------------- | ---------------- | ------------ | ---- |
| Männer              |                  |              |      |
| Assan Basajew       | Straßenrennen    | 5:46:37 h    | 43   |
| Alexander Winokurow | Straßenrennen    | 5:45:57 h    | Gold |
| Assan Basajew       | Einzelzeitfahren | 56:40,77 min | 31   |
| Alexander Winokurow | Einzelzeitfahren | 55:37,05 min | 23   |

### Rhythmische Sportgymnastik
| Athletinnen    | Wettbewerb       | Qualifikation | Qualifikation | Finale        | Finale        | Rang |
| Athletinnen    | Wettbewerb       | Punkte        | Rang          | Punkte        | Rang          | Rang |
| -------------- | ---------------- | ------------- | ------------- | ------------- | ------------- | ---- |
| Frauen         |                  |               |               |               |               |      |
| Anna Aljabjewa | Mehrkampf Einzel | 106,425       | 15            | ausgeschieden | ausgeschieden | 15   |

### Ringen
| Athleten                         | Wettbewerb        | 1. Runde       | 1. Runde | Achtelfinale      | Achtelfinale  | Viertelfinale      | Viertelfinale | Halbfinale      | Halbfinale    | Hoffnungsrunde Viertelfinale | Hoffnungsrunde Viertelfinale | Hoffnungsrunde Halbfinale | Hoffnungsrunde Halbfinale | Hoffnungsrunde Finale | Hoffnungsrunde Finale | Finale        | Finale        | Rang   |
| Athleten                         | Wettbewerb        | Gegner         | Ergebnis | Gegner            | Ergebnis      | Gegner             | Ergebnis      | Gegner          | Ergebnis      | Gegner                       | Ergebnis                     | Gegner                    | Ergebnis                  | Gegner                | Ergebnis              | Gegner        | Ergebnis      | Rang   |
| -------------------------------- | ----------------- | -------------- | -------- | ----------------- | ------------- | ------------------ | ------------- | --------------- | ------------- | ---------------------------- | ---------------------------- | ------------------------- | ------------------------- | --------------------- | --------------------- | ------------- | ------------- | ------ |
| Freistil Frauen                  |                   |                |          |                   |               |                    |               |                 |               |                              |                              |                           |                           |                       |                       |               |               |        |
| Schuldys Eschimowa               | Klasse bis 48 kg  | Freilos        | Freilos  | W. Kaladsinskaja  | 0-5           | ausgeschieden      | ausgeschieden | ausgeschieden   | ausgeschieden | ausgeschieden                | ausgeschieden                | ausgeschieden             | ausgeschieden             | ausgeschieden         | ausgeschieden         | ausgeschieden | ausgeschieden | 15     |
| Jelena Schalygina                | Klasse bis 63 kg  | J. Ostaptschuk | 0-5      | ausgeschieden     | ausgeschieden | ausgeschieden      | ausgeschieden | ausgeschieden   | ausgeschieden | ausgeschieden                | ausgeschieden                | ausgeschieden             | ausgeschieden             | ausgeschieden         | ausgeschieden         | ausgeschieden | ausgeschieden | 15     |
| Güsel Manjurowa                  | Klasse bis 72 kg  | Freilos        | Freilos  | K. Hamaguchi      | 3-1           | N. Worobjowa       | 0-5           | -               | -             | -                            | -                            | K. Burmistrowa            | 3-0                       | Wang Jiao             | 3-1                   | -             | -             | Bronze |
| griechisch-römischer Stil Männer |                   |                |          |                   |               |                    |               |                 |               |                              |                              |                           |                           |                       |                       |               |               |        |
| Almat Kebispajew                 | Klasse bis 60 kg  | L. Temirow     | 3-0      | L. Ygnacio Liendo | 3-1           | O.H. Noroozi       | 1-3           | -               | -             | -                            | -                            | Iwo Angelow               | 3-0                       | R. Matsumoto          | 0-5                   | -             | -             | 5      |
| Darchan Bajachmetow              | Klasse bis 66 kg  | A. Maksimović  | 3-0      | E. Venckaitis     | 1-3           | ausgeschieden      | ausgeschieden | ausgeschieden   | ausgeschieden | ausgeschieden                | ausgeschieden                | ausgeschieden             | ausgeschieden             | ausgeschieden         | ausgeschieden         | ausgeschieden | ausgeschieden | 9      |
| Asqat Dilmuchamedow              | Klasse bis 74 kg  | Freilos        | Freilos  | A. Kikinjou       | 0-3           | ausgeschieden      | ausgeschieden | ausgeschieden   | ausgeschieden | ausgeschieden                | ausgeschieden                | ausgeschieden             | ausgeschieden             | ausgeschieden         | ausgeschieden         | ausgeschieden | ausgeschieden | 15     |
| Danijal Gadschijew               | Klasse bis 84 kg  | Freilos        | Freilos  | C. Marinow        | 3-0           | A. Chugajew        | 0-3           | -               | -             | -                            | -                            | A. Selimow                | 3-1                       | W. Gegeschidse        | 3-1                   | -             | -             | Bronze |
| Nurmachan Tinälijew              | Klasse bis 120 kg | J. Eurén       | 0-3      | ausgeschieden     | ausgeschieden | ausgeschieden      | ausgeschieden | ausgeschieden   | ausgeschieden | ausgeschieden                | ausgeschieden                | ausgeschieden             | ausgeschieden             | ausgeschieden         | ausgeschieden         | ausgeschieden | ausgeschieden | 18     |
| Freistil Männer                  |                   |                |          |                   |               |                    |               |                 |               |                              |                              |                           |                           |                       |                       |               |               |        |
| Däulet Nijasbekow                | Klasse bis 55 kg  | Freilos        | Freilos  | S. Hazewinkel     | 3-1           | A. Peker           | 3-1           | D. Otarsultanow | 1-3           | -                            | -                            | -                         | -                         | Yang Kyong-il         | 1-3                   | -             | -             | 5      |
| Däuren Schumaghasijew            | Klasse bis 60 kg  | Freilos        | Freilos  | M. Esmaeilpour    | 1-3           | ausgeschieden      | ausgeschieden | ausgeschieden   | ausgeschieden | ausgeschieden                | ausgeschieden                | ausgeschieden             | ausgeschieden             | ausgeschieden         | ausgeschieden         | ausgeschieden | ausgeschieden | 12     |
| Aqschürek Tangatarow             | Klasse bis 66 kg  | Freilos        | Freilos  | A. Kwjatkowskyj   | 3-1           | D. Safarjan        | 3-1           | S. Kumar        | 1-3           | -                            | -                            | -                         | -                         | R. Şahin              | 3-1                   | -             | -             | Bronze |
| Äbdulchakim Schäpijew            | Klasse bis 74 kg  | Freilos        | Freilos  | B. Ouechtati      | 3-1           | G. Hatos           | 0-3           | ausgeschieden   | ausgeschieden | ausgeschieden                | ausgeschieden                | ausgeschieden             | ausgeschieden             | ausgeschieden         | ausgeschieden         | ausgeschieden | ausgeschieden | 10     |
| Jermek Baiduaschow               | Klasse bis 84 kg  | E. Lashgari    | 0-3      | ausgeschieden     | ausgeschieden | ausgeschieden      | ausgeschieden | ausgeschieden   | ausgeschieden | ausgeschieden                | ausgeschieden                | ausgeschieden             | ausgeschieden             | ausgeschieden         | ausgeschieden         | ausgeschieden | ausgeschieden | 19     |
| Taimuras Tigijew                 | Klasse bis 96 kg  | A. Gadissow    | 1-3      | ausgeschieden     | ausgeschieden | ausgeschieden      | ausgeschieden | ausgeschieden   | ausgeschieden | ausgeschieden                | ausgeschieden                | ausgeschieden             | ausgeschieden             | ausgeschieden         | ausgeschieden         | ausgeschieden | ausgeschieden | 14     |
| Däulet Schabanbei                | Klasse bis 120 kg | Freilos        | Freilos  | R.D. Chintoan     | 3-1           | D. Modsmanaschwili | 0-3           | -               | -             | -                            | -                            | J. Ruíz                   | 5-0                       | B. Machow             | 1-3                   | -             | -             | Bronze |

### Rudern
| Athleten               | Wettbewerb | Vorlauf     | Vorlauf    | Hoffnungslauf | Hoffnungslauf | Viertelfinale             | Viertelfinale             | Halbfinale                | Halbfinale                | Finale      | Finale       | Rang |
| Athleten               | Wettbewerb | Zeit        | Rang       | Zeit          | Rang          | Zeit                      | Rang                      | Zeit                      | Rang                      | Zeit        | Rang         | Rang |
| ---------------------- | ---------- | ----------- | ---------- | ------------- | ------------- | ------------------------- | ------------------------- | ------------------------- | ------------------------- | ----------- | ------------ | ---- |
| Frauen                 |            |             |            |               |               |                           |                           |                           |                           |             |              |      |
| Swetlana Germanowitsch | Einer      | 8:01,94 min | 5 (Lauf 3) | 7:53,63 min   | 3 (Lauf 1)    | qualifiziert für E-Finale | qualifiziert für E-Finale | qualifiziert für E-Finale | qualifiziert für E-Finale | 8:37,08 min | 1 (E-Finale) | 25   |
| Männer                 |            |             |            |               |               |                           |                           |                           |                           |             |              |      |
| Wladislaw Jakowlew     | Einer      | 7:16,34 min | 5 (Lauf 5) | 7:22,00 min   | 4 (Lauf 3)    | -                         | -                         | 7:33,29 min               | 2 (Lauf E/F 2)            | 7:36,14 min | 4 (E-Finale) | 28   |

### Schießen
| Athleten              | Wettbewerb                          | Qualifikation | Qualifikation | Finale        | Finale        | Rang |
| Athleten              | Wettbewerb                          | Ringe         | Rang          | Ringe         | Rang          | Rang |
| --------------------- | ----------------------------------- | ------------- | ------------- | ------------- | ------------- | ---- |
| Frauen                |                                     |               |               |               |               |      |
| Olga Dowgun           | Luftgewehr 10 m                     | 394           | 22            | ausgeschieden | ausgeschieden | 22   |
| Olga Dowgun           | Sportgewehr Dreistellungskampf 50 m | 578           | 24            | ausgeschieden | ausgeschieden | 24   |
| Angelina Mischtschuk  | Skeet                               | 66            | 9             | ausgeschieden | ausgeschieden | 9    |
| Männer                |                                     |               |               |               |               |      |
| Wjatscheslaw Podlesny | Luft Pistole 10 m                   | 565           | 40            | ausgeschieden | ausgeschieden | 40   |
| Wjatscheslaw Podlesny | Freie Pistole 50 m                  | 540           | 34            | ausgeschieden | ausgeschieden | 34   |

### Schwimmen
| Athleten           | Wettbewerb       | Vorlauf     | Vorlauf | Halbfinale    | Halbfinale    | Finale        | Finale        | Rang |
| Athleten           | Wettbewerb       | Zeit        | Rang    | Zeit          | Rang          | Zeit          | Rang          | Rang |
| ------------------ | ---------------- | ----------- | ------- | ------------- | ------------- | ------------- | ------------- | ---- |
| Frauen             |                  |             |         |               |               |               |               |      |
| Jekaterina Rudenko | 100 m Rücken     | 1:03,64 min | 38      | ausgeschieden | ausgeschieden | ausgeschieden | ausgeschieden | 38   |
| Männer             |                  |             |         |               |               |               |               |      |
| Alexander Tarabrin | 100 m Rücken     | 55,55 s     | 38      | ausgeschieden | ausgeschieden | ausgeschieden | ausgeschieden | 38   |
| Alexander Tarabrin | 200 m Rücken     | 2:01,22 min | 31      | ausgeschieden | ausgeschieden | ausgeschieden | ausgeschieden | 31   |
| Wladislaw Poljakow | 100 m Brust      | 1:02,15 min | 34      | ausgeschieden | ausgeschieden | ausgeschieden | ausgeschieden | 34   |
| Juri Kudinow       | 10 km Freiwasser | –           | –       | –             | –             | 1:52:59,0 h   | 22            | 22   |

### Synchronschwimmen
| Athletinnen                         | Wettbewerb | Qualifikation     | Qualifikation     | Qualifikation  | Qualifikation  | Qualifikation | Qualifikation | Finale         | Finale         | Finale           | Finale           |
| Athletinnen                         | Wettbewerb | Technische Kür TK | Technische Kür TK | Freie Kür FK-Q | Freie Kür FK-Q | Gesamt        | Gesamt        | Freie Kür FK-F | Freie Kür FK-F | Gesamt TK + FK-F | Gesamt TK + FK-F |
| Athletinnen                         | Wettbewerb | Punkte            | Rang              | Punkte         | Rang           | Punkte        | Rang          | Punkte         | Rang           | Punkte           | Rang             |
| ----------------------------------- | ---------- | ----------------- | ----------------- | -------------- | -------------- | ------------- | ------------- | -------------- | -------------- | ---------------- | ---------------- |
| Frauen                              |            |                   |                   |                |                |               |               |                |                |                  |                  |
| Anna Kulkina Äjgerim Scheksembinowa | Duett      | 84,600            | 15                | 84,980         | 15             | 169,580       | 15            | ausgeschieden  | ausgeschieden  | ausgeschieden    | 15               |

### Taekwondo
| Athleten                 | Wettbewerb        | Vorrunde    | Vorrunde | Viertelfinale | Viertelfinale | Halbfinale    | Halbfinale    | Hoffnungsrunde Halbfinale | Hoffnungsrunde Halbfinale | Hoffnungsrunde Finale | Hoffnungsrunde Finale | Finale        | Finale        | Rang |
| Athleten                 | Wettbewerb        | Gegner      | Ergebnis | Gegner        | Ergebnis      | Gegner        | Ergebnis      | Gegner                    | Ergebnis                  | Gegner                | Ergebnis              | Gegner        | Ergebnis      | Rang |
| ------------------------ | ----------------- | ----------- | -------- | ------------- | ------------- | ------------- | ------------- | ------------------------- | ------------------------- | --------------------- | --------------------- | ------------- | ------------- | ---- |
| Frauen                   |                   |             |          |               |               |               |               |                           |                           |                       |                       |               |               |      |
| Gülnäfis Ajtmuchambetowa | Klasse bis 67 kg  | Franka Anić | 11-15    | ausgeschieden | ausgeschieden | ausgeschieden | ausgeschieden | ausgeschieden             | ausgeschieden             | ausgeschieden         | ausgeschieden         | ausgeschieden | ausgeschieden | 11   |
| Ferusa Jergeschowa       | Klasse über 67 kg | Nuša Rajher | 16-17    | ausgeschieden | ausgeschieden | ausgeschieden | ausgeschieden | ausgeschieden             | ausgeschieden             | ausgeschieden         | ausgeschieden         | ausgeschieden | ausgeschieden | 11   |
| Männer                   |                   |             |          |               |               |               |               |                           |                           |                       |                       |               |               |      |
| Nursultan Mamajew        | Klasse bis 58 kg  | T. Bayoumi  | 0-1      | ausgeschieden | ausgeschieden | ausgeschieden | ausgeschieden | ausgeschieden             | ausgeschieden             | ausgeschieden         | ausgeschieden         | ausgeschieden | ausgeschieden | 11   |

### Tennis
| Athleten                               | Wettbewerb | 1. Runde                            | 1. Runde | 2. Runde                       | 2. Runde      | 3. Runde      | 3. Runde      | Achtelfinale  | Achtelfinale  | Viertelfinale | Viertelfinale | Halbfinale    | Halbfinale    | Finale        | Finale        | Platz |
| Athleten                               | Wettbewerb | Gegner                              | Ergebnis | Gegner                         | Ergebnis      | Gegner        | Ergebnis      | Gegner        | Ergebnis      | Gegner        | Ergebnis      | Gegner        | Ergebnis      | Gegner        | Ergebnis      | Platz |
| -------------------------------------- | ---------- | ----------------------------------- | -------- | ------------------------------ | ------------- | ------------- | ------------- | ------------- | ------------- | ------------- | ------------- | ------------- | ------------- | ------------- | ------------- | ----- |
| Frauen                                 |            |                                     |          |                                |               |               |               |               |               |               |               |               |               |               |               |       |
| Jaroslawa Schwedowa                    | Einzel     | Simona Halep                        | 6:4, 6:2 | Sabine Lisicki                 | 6:4, 3:6, 5:7 | ausgeschieden | ausgeschieden | ausgeschieden | ausgeschieden | ausgeschieden | ausgeschieden | ausgeschieden | ausgeschieden | ausgeschieden | ausgeschieden | 17    |
| Galina Woskobojewa                     | Einzel     | Tímea Babos                         | 4:6, 2:6 | ausgeschieden                  | ausgeschieden | ausgeschieden | ausgeschieden | ausgeschieden | ausgeschieden | ausgeschieden | ausgeschieden | ausgeschieden | ausgeschieden | ausgeschieden | ausgeschieden | 33    |
| Jaroslawa Schwedowa Galina Woskobojewa | Doppel     | Stéphanie Dubois Aleksandra Wozniak | 6:2, 6:0 | Marija Kirilenko Nadja Petrowa | 3:6, 2:6      | -             | -             | ausgeschieden | ausgeschieden | ausgeschieden | ausgeschieden | ausgeschieden | ausgeschieden | ausgeschieden | ausgeschieden | 9     |
| Männer                                 |            |                                     |          |                                |               |               |               |               |               |               |               |               |               |               |               |       |
| Michail Kukuschkin                     | Einzel     | Gilles Simon                        | 4:6, 2:6 | ausgeschieden                  | ausgeschieden | ausgeschieden | ausgeschieden | ausgeschieden | ausgeschieden | ausgeschieden | ausgeschieden | ausgeschieden | ausgeschieden | ausgeschieden | ausgeschieden | 33    |

### Turnen
| Athleten           | Wettbewerb       | Qualifikation | Qualifikation | Finale        | Finale        | Rang |
| Athleten           | Wettbewerb       | Punkte        | Rang          | Punkte        | Rang          | Rang |
| ------------------ | ---------------- | ------------- | ------------- | ------------- | ------------- | ---- |
| Frauen             |                  |               |               |               |               |      |
| Möldir Äsimbaj     | Mehrkampf Einzel | 46.999        | 58            | ausgeschieden | ausgeschieden | 58   |
| Männer             |                  |               |               |               |               |      |
| Stepan Gorbatschow | Mehrkampf Einzel | 83,931        | 30            | ausgeschieden | ausgeschieden | 30   |

### Wasserball
| Wettbewerb         | Männer |
| ------------------ | --- |
| Athleten           | Sergei Gorowoi Sergei Gubarew Nikita Kokorin Rawil Manafow Nikolai Maximow Alexei Panfili Michail Rudai Murat Schäkenow Jewgeni Schiljajew Alexei Schmider Alexander Schwedow Rustam Ukumanow Wladimir Uschakow Jewgeni Schiljajew |
| Trainer            | Askar Orasalinow |
| Gruppenphase       | Spanien (6:14) Australien (4:7) Griechenland (4:11) Italien (6:9) Kroatien (4:12) |
| Viertelfinale      | ausgeschieden |
| Platzierungsspiele | ausgeschieden |
| Halbfinale         | ausgeschieden |
| Finale             | ausgeschieden |
| Platzierung        | 11 |